# Греция
Гре́ция (греч. Ελλάδα МФА: [eˈlaða]о файле), официально — Гре́ческая Респу́блика (греч. Ελληνική Δημοκρατία [eliniˈki ðimokraˈtia]), — государство в Южной Европе на границе с Малой Азией. Население — 10,48 млн чел. (на 2021 год), площадь территории — 131 957 км². Занимает 85-е место в мире по численности населения и 95-е по площади территории.
Греция расположена на Балканском полуострове и многочисленных островах. Имеет сухопутную границу с Албанией на северо-западе, Северной Македонией и Болгарией на севере, с Турцией на северо-востоке. Омывается Эгейским на востоке, Ионическим на западе, на юге — Средиземным и Критским морями.
Унитарная, парламентская республика. Подразделяется на 13 периферий.
Столица и крупнейший город — Афины, другие крупные города — Салоники, Патры, Пирей, Ираклион, Лариса, Волос и Янина. Государственный язык — греческий. Около 97 % населения исповедует православие.
Современная Греция — наследница культуры Древней Греции, считающейся колыбелью западной цивилизации, родиной демократии и западной философии, основных принципов физико-математических наук, театра и современных Олимпийских игр. Богатое культурное наследие и географическое положение делают Грецию одной из самых посещаемых стран мира.
Независимость страны была провозглашена 25 марта 1821 года. До этого она входила в состав Османской империи.
Отнесена к развитым странам. Является членом Европейского союза, НАТО, ООН, Совета Европы, ОБСЕ, непостоянным членом Совета Безопасности ООН (2025—2026). В Греции провозглашены демократия и всеобщее избирательное право.
Греция — индустриально-аграрная страна. Объём ВВП за 2011 год составил 294,339 млрд долларов США (около 24 543 долларов США на душу населения). Денежная единица — евро. Часть еврозоны с 2001 года.
В марте 2025 года должность президента занял Константинос Тасулас. Главой правительства является премьер-министр Кириакос Мицотакис.

## Этимология
Слово «Греция» имеет латинское происхождение и в греческом языке сегодня не используется.
Самоназвание греками своей страны — Элла́да (Эллас, греч. Ελλάδα). Изначально, согласно «Илиаде» Гомера, Эллада — название области в южной Фессалии — Фтиотиды; постепенно оно распространилось на всю Грецию. С принятием термина эллин общим для обозначения всех греков, «Эллада» стало собирательным именем для всей материковой Греции, а затем — и всей Греции, включая архипелаги, острова и области в Малой Азии (в противоположность исторической Великой Греции, расположенной в Южной Италии).
В настоящее время в Греции слово Эллада является официальным самоназванием, а слова «грек» (лат. Graecus) или Греция (лат. Graecia) не признаются населением и употребляются только в общении с иностранцами. В других странах слово Эллада часто служит синонимом понятия «Древняя Греция».

## Государственные символы
Государственный флаг — 9 бело-голубых полос с крестом — соответствуют девяти слогам национального девиза — «Свобода или смерть». Первый национальный флаг был создан в 1821 году генералом Александром Ипсиланти — красный с белым крестом. С 1833 года красный цвет был заменён голубым.
Государственный герб — голубой щит с белым крестом в обрамлении двух оливковых ветвей как символы ведущей религии в Греции — православия.
Гимн Греции с 1860 года — «Гимн свободе», написанный основателем новогреческой поэзии Дионисиосом Соломосом в 1823 году и положенный на музыку первым заметным новогреческим композитором Николаосом Мандзаросом.

## География
Греция расположена в южной части Балканского полуострова и на прилегающих к нему и к побережью Малой Азии островах и занимает площадь 132 тыс. км², в том числе площадь островов 25,1 тыс. км². Граничит с Албанией, Северной Македонией, Болгарией и Турцией. Омывается Средиземным морем, в том числе: Ионическим, Эгейским морями, а южное побережье Крита — Ливийским морем. В состав Греции входит около 2 тысяч островов, на которые приходится почти 20 % всей страны.
Протяжённость сухопутных границ — 1110 км.
Территория Греции может быть разделена на три части:
- материковая Греция, в состав которой входят Македония (Салоники, Флорина, Пелла, Кавала, Кастория, Халкидики и др), Фракия (Родопи, Ксанти и Эврос), Эпир (Теспротия, Превеза, Янина и др), Фессалия (Лариса, Магнисия и др.) и Центральная Греция (Фтиотида, Фокида, Аттика и др.) Также географически к этому региону можно отнести Ионические острова;
- Пелопоннес — крупнейший полуостров Греции и очаг древнейшей цивилизации Европы, включает номы Аркадия, Лакония, Мессиния и т. д. Здесь же расположен знаменитый Коринфский канал, прорытый французской фирмой для греческого государства в XIX веке;
- острова Эгейского моря, крупнейшими из которых являются:
  - Крит — пятый по территории в Европе (8259 км²);
  - Эвбея (3654 км²), соединён с континентом мостом, переброшенным через пролив Эврип;
  - Лесбос (1630 км²), расположен у берегов Турции.

Также здесь расположено множество групп небольших островов — Северные Спорады, Киклады, Додеканес.

### Рельеф
Греческий ландшафт — это чередование скалистых, обычно безлесных гор, густонаселённых долин, многочисленных островов, проливов и бухт. Живописные скалы, пляжи, экзотические гроты предоставляют большие возможности для отдыха на море и горного туризма. Широкое распространение известняков, особенно в западной части страны, привело к формированию карстовых воронок, пещер, привлекающих любителей испытать свои силы в спелеологии. Горные массивы занимают почти четверть поверхности территории страны. Это преимущественно средневысотные горы (до 1200—1800 м). Высшая точка Греции — гора Олимп (2917 м). Выше 2000 метров поднимаются также Пинд, Парнас, горная цепь Центральной Греции и Тайгет. Равнин мало, сосредоточены они в восточной половине страны, за исключением Пелопоннеса, где равнины преобладают на западном побережье.
В Греции бывают сильные землетрясения.

### Климат
Климат Греции можно разделить на три типа: средиземноморский, альпийский и умеренный, каждый из которых влияет на определённую территорию. Горный хребет Пинд сильно влияет на климат материковой части страны: регионы, расположенные западнее склонов Пинда (Эпир) получают большее количество осадков, чем регионы, расположенные на восточной стороне хребта (Фессалия).

### Острова
В состав Греции входит более 2000 островов, от крупных (Крит, Эвбея) до крохотных (Патмос, Хриси, Мейисти). На их долю приходится около 20 % всей греческой территории.
Все острова разделяются на несколько групп:
- Ионические острова — расположены в Ионическом море, у западных берегов Греции. Крупнейший остров — Кефалиния.
- Северные Эгейские острова — расположены на севере Эгейского моря, у берегов Турции. Крупнейший остров — Лесбос.
- Северные Спорады и остров Эвбея — расположены у восточных берегов Греции.
- Киклады — находятся в центре Эгейского моря. Центр древней развитой Кикладской культуры. Здесь расположены в основном небольшие острова: Андрос, Наксос, Миконос, Санторини.
- Додеканес — группа островов, расположенных на юге Эгейского моря, у берегов Турции. Иногда также их называют Южными Спорадами. Это важный центр туризма в Греции. Крупнейший остров — Родос.
- Крит — крупнейший остров Греции. Центр древней Критской цивилизации. Рядом с островом расположено множество небольших островков-спутников (Хриси и т. д.). С юга остров омывается Ливийским морем.

### Флора и фауна
На территории Греции сохранилось не так много видов диких животных, популяции их невелики. Это связано с многотысячелетней историей этой страны — более 8000 лет люди активно истребляли животных и растения на территории Греции. Типичны здесь небольшие животные: зайцы-русаки, барсуки, хохлатые дикобразы и различные виды мышей.
Из крупных млекопитающих наиболее распространены европейский бурый медведь, обыкновенный шакал, обыкновенная лисица, обыкновенная рысь и кабан. Множество видов животных занесено в Красную книгу, среди них морская черепаха логгерхед и белобрюхий тюлень.
Многочисленны в Греции пресмыкающиеся змеи и ящерицы.
Среди птиц чаще всего можно увидеть диких уток, зимородков и куропаток, а также хищников — сов, орлов и коршунов.
В прибрежных территориях водится много чаек, а в водах Греции огромное разнообразие моллюсков и рыб, хотя запасы последних значительно сократились в последнее время.
На территории Греции распространены более 5000 видов растений. Широко распространены в Греции небольшие растения и кустарники: маквис и фригана. На полуострове Халкидики часто встречаются сосновые леса. Распространены кипарисы и платаны. Возраст некоторых достигает нескольких тысяч лет. Очень распространена олива — одно из ценнейших деревьев Греции и всего Средиземноморья.

## История

### Доисторическая Греция и цивилизации Эгейского моря
В пещере Апидима на полуострове Мани обнаружены самые древние останки раннего человека разумного за пределами Африки, они датированы примерно 200 тысяч лет назад. Все три этапа каменного века представлены в Греции, например, в пещере Франхти. Неолитические поселения, датируемые 7-м тысячелетием до н. э., являются самыми древними в Европе, поскольку Греция лежит на пути, по которому земледелие распространялось с Ближнего Востока в Европу.
Греция является родиной первых развитых цивилизаций в Европе и часто считается местом рождения западной цивилизации. Первой из них была Кикладская цивилизация, она распространяется примерно с 3200 г. до н. э. и примечательна множеством статуй и статуэток, изготавливаемых из мрамора. Примерно с 3100 г. до н. э. по 1100 г. до н. э. на острове Крит процветала Минойская цивилизация, известная своим цветными фресками, религиозными статуэтками и монументальными дворцовыми комплексами. Минойцы обладали письменностью, для записи использовались критские иероглифы и линейное письмо А, которые до сих пор не расшифрованы. Ни один из минойских дворцов не имел укреплений. На материковой Греции примерно с 1750 г. до н. э. по 1100 г. до н. э. существовала Микенская цивилизация. Микенцы обладали развитой армией и строили большие, укреплённые стенами дворцы. Они поклонялись многим богам и использовали линейное письмо Б для записи самой ранней засвидетельствованной формы греческого языка, известной как микенский греческий.

### Древняя Греция
Крах микенской цивилизации ознаменовал начало греческих Тёмных веков, письменные свидетельства о которых отсутствуют. Конец Тёмных веков традиционно датируется 776 годом до нашей эры, годом первых Олимпийских игр.
Позже возникли греческие полисы, а также античные колонии Северного Причерноморья, Великой Греции и Малой Азии. Культурный уровень развития распространялся на весь средиземноморский регион, что нашло отражение в архитектуре, театре, науке и философии.
Полисы Афины и Спарта сыграли ведущую роль в победе над Персией, однако позже сами были побеждены Фивами, а впоследствии и Македонским царством. Последнее, под руководством Филиппа II Македонского и его сына Александра Великого, достигло чрезвычайной мощи, которая была предвестницей начала эпохи эллинизма. Однако Македония была уничтожена римлянами в 146 году до н. э., и Эллада стала зависимой от Римской республики.
Дальнейшее взаимовлияние эллинской и римской культур формализуется в культуре Византийской империи. Она оставалась основным культурным центром на протяжении тысячи лет, до своего падения под натиском Османской империи 29 мая 1453 года. Во времена османского владычества существовала система османских миллетов, помогавшая православным грекам сохранять свои традиции на протяжении четырёх веков и способствовавшая их сплочённости на основе религии, которая сыграла важную роль в формировании современного греческого самосознания.

### Новогреческий период
Свою независимость от Османской империи Греция получила в 1830 году, после национально-освободительной войны 1821—1829 годов. Первым президентом независимой Греции стал Иоанн Каподистрия, однако вскоре в Греции была установлена монархия и на престол был приглашён несовершеннолетний Оттон Баварский из династии Виттельсбахов. Восстание 3 сентября 1843 года заставило короля Оттона предоставить Конституцию и основать представительское Национальное собрание. В 1863 году Оттон был свергнут, а на греческий престол был приглашён датский принц Вильгельм, который стал Георгом I. В честь его коронации Великобритания подарила Греции Ионические острова. В 1877 году по инициативе Харилаоса Трикуписа, наиболее яркой фигуры греческой политики того времени, король был лишён права влиять на Национальное собрание путём выдвижения вотума недоверия премьер-министру страны.
После завершения Балканских войн 1912—1913 годов Греция значительно расширила свою территорию. В последующие годы политическая борьба между королём Константином I и премьер-министром Элефтериосом Венизелосом расколола греческое общество накануне Первой мировой войны. После завершения последней Греция вступила в войну с Турцией, возглавляемой тогда Мустафой Кемалем Ататюрком. Эта война привела к потере Грецией части территории и массовому обмену населением между двумя странами в рамках подписанного 24 июля 1923 года Лозаннского мирного договора.
28 октября 1940 года фашистская Италия потребовала от Греции предоставить плацдарм для размещения своих сил, на что премьер-министр Иоаннис Метаксас отказал категорическим «нет», понимая, что теперь война для Греции становится неотвратимой. Поначалу греки успешно отражали натиск вторгшихся с территории Албании итальянцев, но в апреле 1941 года в Грецию вторглись германо-болгарские войска. На оккупированной территории было создано марионеточное Греческое государство. Хотя немецкие войска были выведены с территории страны в 1944 году в результате наступления советской армии в направлении Югославии, с 28 октября 1942 года в Греции празднуют день ответа «Нет» на ультиматум стран оси Италии и Германии как общенациональный праздник — день Охи (Όχι с греч. — «нет»).
В начавшейся в 1946 году Гражданской войне Коммунистическая партия Греции потерпела поражение. В 1949 году в Греции восстановлена монархия, которая была окончательно отменена 21 апреля 1967 года, после военного переворота «чёрных полковников», поддерживаемых Соединёнными Штатами Америки. После свержения военной хунты в страну из Парижа вернулся предыдущий премьер-министр Константинос Караманлис, по результатам всенародного референдума монархия была упразднена, и Греция стала парламентской республикой. В 1975 году была принята новая Конституция. В противоположность Новой демократии Караманлиса Андреас Папандреу основал ПАСОК; эти партии и сейчас остаются наиболее влиятельными в стране.
В 1980 году Греция повторно присоединилась к военному союзу НАТО (в 1974 году она вышла из него в знак протеста против оккупации северного Кипра). Членом Евросоюза Греция стала 1 января 1981 года.
В декабре 2008 года в Афинах вспыхнули массовые беспорядки, которые быстро охватили и всколыхнули всю Европу. Причиной беспорядков было давно нарастающее недовольство экономическим положением, которое значительно осложнялось в связи с начавшимся в том же году Всемирным экономическим кризисом. Поводом к развёртыванию массовых акций протеста, которые нередко перерастали в погромы и беспорядки, стало убийство 6 декабря 15-летнего подростка патрульным афинской полиции. С весны 2010 года настоящим испытанием для правительства стали почти непрерывные общенациональные забастовки, беспорядки и теракты.
25 января 2015 года были проведены внеочередные парламентские выборы. Победу одержала Коалиция радикальных левых (СИРИЗА), за которую проголосовало 36,34 % избирателей. Из 300 мест в парламенте Коалиция радикальных левых (СИРИЗА) получила 149 мест.
В 2020 году президентом Греции избрана Катерина Сакелларопулу. Она стала первым президентом-женщиной.

## Политическое устройство
Греция — унитарное государство, состоящее из 52 административных единиц — областей (номов). В 1983 году законодательно установлено, что вопросами местного значения ведают советы, избираемые населением путём прямых выборов.
Действующая Конституция Греции вступила в силу 11 июня 1975 года. По форме правления Греция — парламентская республика. Политический режим демократический.
Законодательная власть принадлежит парламенту, однопалатному представительному органу, который избирается путём всеобщих прямых выборов сроком на 4 года. В его состав должно входить не менее 200 и не более 300 человек. Палата собирается один раз в год на очередную сессию, которая длится не менее 5 месяцев. В начале каждой сессии она образует из своих членов парламентские комиссии в целях подготовки и изучения законопроектов и законодательных предложений. Законодательная деятельность осуществляется, как правило, в ходе пленарных заседаний. Тем не менее часть законопроектов рассматривается и принимается на секциях, число которых не может превышать два. Конституция определяет, по каким вопросам законопроекты могут быть приняты на пленарном заседании, а какие передаются на рассмотрение секций. Законопроекты, принимаемые парламентом, должны быть ратифицированы президентом, а президентское вето может быть преодолено (признано недействительным) абсолютным большинством голосов общего числа депутатов.
Глава государства — президент, который избирается парламентом сроком на 5 лет. Конституция Греции наделила президента широкими полномочиями, возложив на него осуществление исполнительной власти. Президент назначает премьер-министра и по его рекомендации назначает и отзывает других членов правительства. По заключению Совета республики — консультативного органа, который образуется при президенте в предусмотренных Конституцией случаях, президент может сместить правительство, если оно утратило доверие парламента. В исключительных случаях он председательствует в Совете министров. Президент созывает парламент на очередные сессии один раз в год и на чрезвычайные, когда найдёт нужным. Он вправе отложить проведение парламентской сессии на срок до 30 дней. В полномочия президента входит также утверждение и промульгация законов, принятых парламентом, и возможность возвратить проект закона в парламент для повторного рассмотрения. Президент может назначать референдум и направлять послания нации. Наконец, он является главой вооружённых сил. Помимо этого, президент осуществляет ряд прав с министерской контрасигнацией. К их числу относятся право представлять страну во внешних сношениях, объявлять войну и заключать мир, а также право распускать парламент, если он после 3 голосований не может избрать Президента или когда парламент находится в разногласиях с общественным мнением либо не может обеспечить стабильность правительства.
В марте 1986 года была принята серия поправок, лишивших Президента ряда важных полномочий, в том числе права смещать премьер-министра. Распустить парламент он может только в том случае, если отставка 2 правительств подряд показывает отсутствие политической стабильности. Ограничено его право объявлять референдум, а право провозглашать чрезвычайное положение передано парламенту.
Исполнительная власть осуществляется правительством Греции, которое состоит из премьер-министра и министров (один или несколько из них могут быть назначены вице-премьерами). Правительство формируется партией, получившей большинство мест в парламенте. Премьер-министром становится лидер этой партии. В течение 15 дней с того момента, как он принесёт присягу, правительство должно поставить вопрос о доверии перед парламентом. Палата депутатов вправе «взять обратно своё доверие» правительству или одному из его членов. Резолюция порицания может вноситься только через 6 месяцев после отклонения Палатой предшествующей резолюции. Резолюция порицания должна быть подписана по меньшей мере 1/6 частью депутатов. Правительство определяет и проводит общую политику государства в соответствии с Конституцией и законами. Члены Совета министров и государственные секретари несут ответственность за упущения, совершённые при выполнении своих функций, согласно положениям законов об ответственности министров.
Местное самоуправление в областях осуществляют губернаторы (греч. Περιφερειάρχης), вице-губернаторы (греч. αντιπεριφερειάρχες) и областные советы (греч. περιφερειακό συμβούλιο), избираемые населением. Местное самоуправление в номах осуществляют префекты (греч. Νομάρχης) и советы номов (греч. Νομαρχιακό συμβούλιο). Местное самоуправление в каждом из муниципалитетов осуществляют мэр (греч. Δήμαρχος), муниципальный совет (греч. Δημοτικό Συμβούλιο) состоящий из 15—20 муниципальных советников (греч. Δημοτικοί Σύμβουλοι).
Верховной судебной инстанцией является Ареопаг (Άρειος Πάγος), суды апелляционной инстанции — эфетии (Εφετείο), суды первой инстанции — первые суды (Πρωτοδικείο), низшее звено судебной системы — мировые суды (Ειρηνοδικείο), высшая судебная инстанция административной юстиции — Государственный совет (Συμβούλιο της Επικρατείας), суды апелляционной инстанции административной юстиции — административные эфетии (Διοικητικό Εφετείο), суды первой инстанции административной юстиции — административные первые суды (Διοικητικό Πρωτοδικείο).

### Профсоюзы
Крупнейший профсоюзный центр — Всеобщая конфедерация труда Греции (Γενική Συνομοσπονδία Εργατών Ελλάδας), однако в годы экономического кризиса Всерабочий боевой фронт Греции (ПАМЕ; Πανεργατικό Αγωνιστικό Μέτωπο) — связанное с Коммунистической партией Греции профобъединение — приблизился по численности к миллиону человек. Крупнейшая конфедерация профсоюзов госслужащих — АДЕДИ (Ανώτατη Διοίκηση Ενώσεων Δημόσιων Υπαλλήλων).
Также существуют Союз уборщиков и дворников (секретарь — Константина Кунева) и анархо-синдикалистские профсоюзы.

## Административное деление
Ранее Греция делилась на 13 административных округов, которые делились на 54 нома (или префектуры). Также в составе Греции был один автономный регион — Афон («Святая гора») в районе горы Афон — монашеское государство, управляемое советом из представителей 20 афонских монастырей. Реальное самоуправление существовало на уровне номов и более мелких образований — муниципалитетов. Во главе муниципалитета стоял мэр, во главе нома — губернатор.
с 1 января 2011 года, однако, в соответствии с Программой Калликратиса (Закон 3852/2010), административная система Греции была кардинально пересмотрена. Прежняя система из 13 регионов, 54 префектур и 1033 муниципалитетов и общин была заменена 7 децентрализованными администрациями, 13 регионами и 325 муниципалитетами. Регионы и муниципалитеты полностью самоуправляются, начиная уже с первых выборов, назначенных на 7 ноября и 14 ноября 2010 года. Децентрализованные администрации управляются генеральным секретарём, назначаемым Правительством Греции. Автономное монашеское государство Святой Горы освобождается от этих реформ.
| № |  | Децентрализованная администрация                 | Адм. центр | Входящие периферии                                  | Площадь, км² | Население, чел. (2011) | Плотность, чел./км² | Карта |
| - |  | ------------------------------------------------ | ---------- | --------------------------------------------------- | ------------ | ---------------------- | ------------------- | ----- |
| 1 |  | Аттика                                           | Афины      | Аттика                                              | 3808         | 3 827 624              | 1005,15             |       |
| 2 |  | Македония и Фракия                               | Салоники   | Центральная Македония, Восточная Македония и Фракия | 32 968       | 2 490 051              | 75,53               |       |
| 3 |  | Эпир и Западная Македония                        | Янина      | Эпир, Западная Македония                            | 18 654       | 620 545                | 33,27               |       |
| 4 |  | Фессалия и Центральная Греция                    | Лариса     | Фессалия, Центральная Греция                        | 29 586       | 1 280 152              | 43,27               |       |
| 5 |  | Пелопоннес, Западная Греция и Ионические острова | Патры      | Пелопоннес, Западная Греция, Ионические острова     | 29 147       | 1 465 554              | 50,28               |       |
| 6 |  | Эгейские острова                                 | Пирей      | Северные Эгейские острова, Южные Эгейские острова   | 9122         | 508 206                | 55,71               |       |
| 7 |  | Крит                                             | Ираклион   | Крит                                                | 8336         | 623 065                | 74,74               |       |
|   |  | Автономное монашеское государство Святой Горы    | Карье      | Особый статус и собственный визовый режим           | 336          | 2416                   | 7,20                |       |
|   |  | Всего                                            |            |                                                     | 131 957      | 10 815 197             | 81,96               |       |

Столица Греции — город Афины (греч. Αθήνα; Афина), в древности название использовалось во множественном числе — греч. Ἀθῆναι; Афины)), один из древнейших городов мира и одновременно одна из самых молодых столиц в Европе — этот статус город приобрёл только в 1834 году после событий Греческой национально-освободительной войны XIX века (до того столицей Греции в 1828—1833 годах был Нафплион). В настоящее время в столице живёт около 35 % всего населения страны, вместе с Пиреем насчитывается около 4 млн жителей.
Салоники (греч. Θεσσαλονίκη) — столица греческой области Македония, второй по значению и величине город Греции, расположенный на берегу залива Термаикос. На протяжении многих веков Салоники оставались важным культурным и главным религиозным центром Греции. Сегодня это также мощный экономический и образовательный центр страны. Ежегодно в Салониках проводится одна из крупнейших в мире Международных выставок, а местный Университет Аристотеля является крупнейшим высшим учебным заведением Греции.
Статус автономного региона имеет монашеская республика Афон, расположенная в центральной и южной части восточного полуострова Халкидики Айон-Орос. Это самоуправляемая община двадцати православных монастырей, что с 1313 года находятся под непосредственной церковной юрисдикцией патриарха Константинопольского. Суверенитет Греции над полуостровом закреплён Лозаннским соглашением 1923 года. В отличие от других епархий Константинопольского Патриархата, на Афоне используется юлианский календарь, в том числе в административных документах. Для православных всего мира Афон — одно из главных святых мест, а также объект мирового наследия ЮНЕСКО.

## Экономика
| График не отображается по техническим причинам. Чтобы исправить это, воспроизведите график в новом формате, если это возможно. |
| Изменение минимальной заработной платы в Греции по данным Евростата между 1998 и 2022 годами в евро.                           |

Экономика Греции
После Второй мировой войны Греция пережила Греческое экономическое чудо. Темпы прироста ВВП в среднем составляли 7 % в период между 1950 и 1973 годами. С тех пор Греция предприняла ряд структурных и финансовых реформ, получая при этом значительную финансовую поддержку Европейского союза. В 2001 году Греция присоединилась к Еврозоне. Ежегодный прирост ВВП превышал соответствующий уровень большинства её партнёров в ЕС. В современной экономике Греции сфера услуг составляет наибольшую долю и представляет собой наиболее важный и в то же время быстрорастущий сектор экономики, за которым следуют промышленность и сельское хозяйство. Туризм в Греции — один из основных источников валютных поступлений, он приносит государству свыше 15 % ВВП и работу 16,5 % от общего количества занятого населения.
На государственный сектор Греции приходится около 40 % ВВП, однако правительство предпринимает все меры по дальнейшему снижению его доли. В промышленном секторе преобладают высокие технологии производства оборудования, особенно в области телекоммуникаций. Среди других важных отраслей — текстильная, химическая промышленность, строительных материалов, машиностроения, транспортного оборудования и электрических приборов. 10 % ВВП приносит Греции строительство, поскольку недавно этот сектор переживал бум в связи с Афинской Олимпиадой 2004 года. Сельское хозяйство составляет в настоящее время лишь 7 % ВВП.
В начале 2000-х годов Греция была одним из ведущих инвесторов в экономики почти всех своих балканских соседей. Национальный банк Греции в 2006 году приобрёл 46 % акций турецкого Финансбанка и 99,44 % акций сербского Vojvođanska Bank. По данным университета Гронингена, в период 1995—2005 годов Греция стала страной с наибольшим отношением работа/время среди других европейских стран: греки работали в среднем 1900 часов в год, второе место заняли испанцы — 1800 часов в год. В 2007 году средний работник в Греции зарабатывал около 20 долларов в час. Иммигранты составляют почти одну пятую часть рабочей силы в Греции, они заняты в основном в сельском хозяйстве и строительстве.
Трудовые ресурсы Греции на 2009 год составили 4,577 миллиона человек, или 46 % от общего количества населения, это — второй показатель среди стран ОЭСР, после Южной Кореи (48 % от общего количества населения). Средний доход на душу населения вырос с 30 661 в 2008 году до 31 704,028 доллара США в 2009 году. По покупательной способности населения Греция в 2009 году заняла 25-е место в мире. Одновременно количество безработных возросло с 9,8 % в октябре 2009 года до 12,6 % в сентябре 2010 года и до 13,5 % в октябре 2010 года. По данным индекса человеческого развития на 2007 год включительно, обнародованным 5 октября 2009 года, Греция занимает 25 место в мире. В 2001 году Грецию признали развитой страной. В 2013 году Греция стала первой в мире страной, которая потеряла статус развитого государства.
Из-за мирового финансового кризиса экономика Греции в конце 2009 года находилась в затруднительном положении: дефицит бюджета составил 12,7 % ВВП при разрешённых в Еврозоне 3 % от ВВП. Правительство начало широкую программу приватизации, дважды выпуская глобальные облигации, однако весной 2010 года экономика оказалась на грани дефолта, что обвалило евровалюту до годового минимума. 16 стран Евросоюза и МВФ договорились о выделении Греции финансовой помощи в размере 110 млрд евро (80 млрд от ЕС и ещё 30 млрд от МВФ) при условии введения жёсткой программы экономии — сокращение, замораживание заработной платы, повышение пенсионного возраста, повышение налогов, что обернулось для страны волной забастовок, массовых акций протеста и беспорядков. Ради наполнения «налоговой корзины» правительство объявило налоговую амнистию, а также начали борьбу с коррупцией среди государственных должностных лиц. Наибольшую огласку получили дело Ватопедского монастыря на Афоне и коррупционный скандал с компанией «Siemens» в Греции.
В стране высокий уровень доходов. Греция — единственная страна Евросоюза, где минимальный размер оплаты труда уменьшался с 2008 по 2019 год. С 2017 года экономика стала расти, в 2017 и 2018 годах прирост ВВП составил менее 2 % в год. 1 февраля 2019 года минимальный размер оплаты труда в Греции был повышен до 650 евро в месяц. Это первое повышение МРОТ за 7 лет с момента начала долгового кризиса в стране. До 2012 года МРОТ в 14 выплат в год составлял 751 евро, затем он был снижен до 586,08 евро для граждан старше 25 лет и до 510 евро — для молодёжи. Таким образом, повышение минимальной зарплаты для большинства населения составило около 11 %, а для молодых людей её увеличение превысило 27 %. Индекс Кейтца (соотношение между минимальной и средней заработной платы в стране) в Греции по состоянию на 1 январь 2019 год (средняя — 1060,45 € и минимальная — 683,76 €) составляет около 64 %.

### Туризм
Значительная доля доходов Греции поступает от сферы туризма; именно на неё, по данным 2009 года, приходится 15 % ВВП страны. В то же время, по данным министерства экономики и конкурентоспособности, если учесть скрытые доходы (36 % на 2007 год), вклад туризма составит 18—20 % ВВП. Кроме того, в сфере туризма занято около 900 тысяч человек, в том числе в сфере HoReCa — 6,9 % общего количества населения, это третий показатель в ЕС после Мальты и Испании. В 2008 году Греция приняла 17,5 млн туристов. В 2014 году это число выросло до 22 млн человек. Больше всего любят отдыхать в Греции туристы из Германии и Великобритании — в 2014 году из этих стран приехали 2,46 млн и 2,09 млн человек соответственно.
По данным опроса, проведённого в Китае в 2005 году, Греция была названа китайцами туристическим выбором номер один. В 2007 году Грецию посетило свыше 19 миллионов туристов, подняв её в первую десятку туристических направлений мира. Остров Родос был признан лучшим курортом европейскими туристами. В 2008—2009 годах количество туристов несколько сократилось. Греческие отельеры надеются увеличить долю туристов из стран СНГ общим введением систем размещения «All-inclusive» и наймом русскоязычного персонала.
Среди наиболее известных и популярных туристических центров Греции: историко-культурных — Афины, Дельфы, остров Корфу, Крит; центры пляжного отдыха — полуостров Халкидики, острова-курорты Миконос, Санторини, Парос и Крит; центры паломничества христиан — Святая гора Афон, Метеорские монастыри, византийские памятники Салоник (Базилика Святого Димитрия, Базилика Святой Софии и другие) занесены в перечень объектов мирового наследия ЮНЕСКО.

## Население
| 1828        | 1856        | 1861        | 1896        | 1907        | 1920        | 1928        | 1940        | 1951        |
| ----------- | ----------- | ----------- | ----------- | ----------- | ----------- | ----------- | ----------- | ----------- |
| 753 400     | ↗1 062 627  | ↗1 096 810  | ↗2 443 806  | ↗2 631 952  | ↗5 536 375  | ↗6 204 684  | ↗7 344 860  | ↗7 632 801  |
| 1960        | 1961        | 1962        | 1963        | 1964        | 1965        | 1966        | 1967        | 1968        |
| ↗8 331 725  | ↗8 398 050  | ↗8 448 233  | ↗8 479 625  | ↗8 510 429  | ↗8 550 333  | ↗8 613 651  | ↗8 684 088  | ↗8 740 765  |
| 1969        | 1970        | 1971        | 1972        | 1973        | 1974        | 1975        | 1976        | 1977        |
| ↗8 772 764  | ↗8 792 806  | ↗8 831 036  | ↗8 888 628  | ↗8 929 086  | ↗8 962 022  | ↗9 046 541  | ↗9 188 150  | ↗9 308 479  |
| 1978        | 1979        | 1980        | 1981        | 1982        | 1983        | 1984        | 1985        | 1986        |
| ↗9 429 959  | ↗9 548 258  | ↗9 642 505  | ↗9 729 350  | ↗9 789 513  | ↗9 846 627  | ↗9 895 801  | ↗9 934 300  | ↗9 967 213  |
| 1987        | 1988        | 1989        | 1990        | 1991        | 1992        | 1993        | 1994        | 1995        |
| ↗10 000 595 | ↗10 036 983 | ↗10 089 498 | ↗10 196 792 | ↗10 319 927 | ↗10 399 061 | ↗10 460 415 | ↗10 512 922 | ↗10 562 153 |
| 1996        | 1997        | 1998        | 1999        | 2000        | 2001        | 2002        | 2003        | 2004        |
| ↗10 608 800 | ↗10 661 259 | ↗10 720 509 | ↗10 761 698 | ↗10 805 808 | ↗10 862 132 | ↗10 902 022 | ↗10 928 070 | ↗10 955 141 |
| 2005        | 2006        | 2007        | 2008        | 2009        | 2010        | 2011        | 2011        | 2012        |
| ↗10 987 314 | ↗11 020 362 | ↗11 048 473 | ↗11 077 841 | ↗11 107 017 | ↗11 121 341 | ↘11 104 899 | ↘10 815 197 | ↗11 045 011 |
| 2013        | 2014        | 2015        | 2016        | 2017        | 2018        | 2019        | 2020        | 2021        |
| ↘10 965 211 | ↘10 892 413 | ↘10 820 883 | ↘10 775 971 | ↘10 754 679 | ↘10 732 882 | ↘10 721 582 | ↘10 698 599 | ↘10 482 487 |
| 2021        | 2021        | 2022        |             |             |             |             |             |             |
| ↘9 716 889  | ↗10 641 221 | ↘10 566 531 |             |             |             |             |             |             |

Согласно данным «The World Factbook» на июль 2021 года, население Греции составляет 10 569 703 человека.
Возрастная структура населения Греции по состоянию на 2020 год: 0-14 лет — 14,53 %; 15-64 лет — 63,04 %; 65 лет и старше — 22,43 %. Средний возраст населения Греции, согласно данным «The World Factbook» на 2020 год, составлял 45,3 лет (9-е место в мире), в том числе — 43,7 лет у мужчин и 46,8 года у женщин. Соотношение числа мужчин и женщин: всё население — 0,95 (2020 год). Средняя ожидаемая продолжительность жизни населения Греции, по состоянию на 2021 год: общая — 81,28 лет; мужчины — 78,73 лет; женщины — 84 года.
По состоянию на 2021 год, уровень рождаемости составляет 7,72 новорождённых на 1000 жителей (222-е место в мире). Суммарный коэффициент рождаемости (СКР) — 1,39 рождений на женщину. Из-за демографического старения населения неуклонно растёт уровень смертности: по состоянию на 2021 год, уровень смертности составил 12,05 умерших на 1000 человек (14-е место в мире).
По состоянию на 2021 год, уровень чистой миграции в Греции относительно низкий и составляет 0,97 мигранта на 1000 жителей (61-е место в мире). На 2019 год средний возраст женщины при первых родах в Греции составляет 29,9 лет (для сравнения: в Республике Корее стране с самым низким в мире СКР — 0,84 рождений на женщину на 2020 год, средний возраст женщины при первых родах в 2019 году составлял 32,2 года).
Греки — стремительно стареющая нация: по данным Евростата, доля населения в возрасте старше 75 лет к 2050 году увеличится с 19 % до 31 %. Сегодня количество работающих в стране составляет 4 человека на 1 пенсионера, прогнозируется снижение количества трудящихся до 2 человек.
По состоянию на 2021 год, в городах проживает 80 % всего населения, прогнозируемый ежегодный прирост достигает 0,11 %. Плотность населения — 82,3 жителей на км2. Наиболее густонаселённые города Греции: Афины, Салоники, Пирей, Патры, Ираклион, Лариса и Волос.
На 2011 год большинство населения Греции составляют греки (91,6 %), хотя эти данные оспариваются из-за разночтения данных по меньшинствам, особенно языковым. Затем идут албанцы — 4,4 %, и другие народности — 4 %.
Есть меньшинства, которые выделяются в основном учёными-этнографами на языковых основаниях, но тут есть своя специфика: албанцы (4 %; в том числе арнауты) — это двуязычное население с греческим самосознанием, давшее стране десятки национальных героев в борьбе с турками и арнаутами -мусульманами. Далее идут «славяноязычные греки», или македонские славяне (1,2 %), которые в начале XX века называли себя «болгарами» и признавались таковыми. Замыкают список аромуны (1,1 %, включая мегленитов) и православные цыгане (0,8 %).
Официально признаются армяне, сербы (0,3 %), арабы (0,3 %), евреи (0,05 %) и др. По состоянию на 2019 год, по оценкам ООН, в Греции проживало 1,2 миллиона иммигрантов и их потомков, или 11,6 % населения страны.
За границей проживает более 4 млн греков, из них свыше 2 млн — в США, Канаде и Австралии.

### Языки
Греческий язык — один из индоевропейских языков. Им пользуются уже более 4000 лет, а греческая письменность существует уже более 3000 лет, что делает греческий язык одним из древнеписьменных.
Из древнегреческого языка много слов перешло в современные европейские языки. Современный же греческий язык — димотика — южногреческий диалект, принятый в качестве стандартного государственного варианта языка; он значительно отличается от древнегреческого языка, на котором говорили в Древней Греции.
Греция всегда была относительно однородной страной в лингвистическом отношении. В начале XX века произошёл греко-турецкий обмен населением, который ещё больше усилил процесс ассимиляции этнических меньшинств. Ныне греческим как первым или даже единственным языком пользуется около 99 % населения страны.
Основные диалекты греческого языка: понтийский диалект, каппадокийский диалект, цаконский диалект, еврейско-греческий диалект.

## Религия
Конституция Греции, вступившая в силу 11 июня 1975 года, начинается со слов «Во имя Святой, Единосущной и Нераздельной Троицы» (греч. Εις το όνομα της Αγίας και Ομοουσίου και Αδιαιρέτου Τριάδος) и в статье 3-й (раздела II «Отношения Церкви и государства») гласит:

1. Господствующей в Греции религией является религия Восточной Православной Церкви Христовой. Православная Церковь Греции, признающая своим главой Господа нашего Иисуса Христа, неразрывно вероучительно связана с Великой Церковью Константинополя и со всякой другой единоверной Церковью Христовой, неуклонно соблюдает, так же как и они, святые апостольские и соборные каноны и священные традиции. Она является автокефальной и управляется Священным Синодом архиереев, находящихся на церковной службе, и избираемым ими Постоянным Священным Синодом, который создаётся в порядке, определяемом уставом Церкви, в соответствии с положениями Патриаршего томоса от 29 июня 1850 года и Деяния Синода от 4 сентября 1928 года.
2. Существующий в определённых районах государства церковный режим не противоречит положениям предыдущего пункта.
3. Текст Священного Писания сохраняется неизменным. Официальный перевод его на какую-либо иную форму языка без предварительного дозволения со стороны Автокефальной Церкви Греции и Великой Церкви Христа в Константинополе запрещается.

— Конституция Греции
Конституция Греции признаёт православие ведущей религией в стране, одновременно гарантируя свободу вероисповедания для всех граждан. Правительство Греции не ведёт официальную статистику о религиозной принадлежности своих граждан. По данным социологического исследования Евростата на 2010 год, 79 % греков ответили, что верят в Бога, что является третьим показателем среди стран-членов ЕС, уступая только Мальте и Кипру.
97 % граждан Греции определяли себя как «греческие православные», согласно данным правительства США за 2006. Доминирует Греческая православная церковь, её глава — архиепископ Иероним II, резиденция которого находится в Афинах. Вместе с тем, весь север страны и Додеканесские острова входят в каноническую территорию Константинопольской церкви. Также, Константинопольской церкви подчиняется монастырское государство на Святой горе Афон, а полуавтономией является Критская православная церковь.
Немногочисленные жители нескольких островов Эгейского моря, в своё время принадлежавших Венецианской республике, являются католиками. Во Фракии и на острове Родос помимо греков живут турки-мусульмане (1,3 %). Иудаизм существует в Греции в течение более 2000 лет. Сефарды некогда составляли многочисленную общину в городе Салоники, однако Холокост смогли пережить не более 5500 человек. Община протестантов насчитывает в стране около 3000 человек. Это Ассамблеи Бога, евангелисты и баптисты. Свидетелей Иеговы около 30 000 человек.
В 2017 году эллинский политеизм, или эллинизм, был юридически признан в качестве активно исповедуемой религии в Греции. Количество активно практикующих — 2 тыс. человек. Под эллинизмом понимаются различные религиозные движения, которые продолжают, возрождают или реконструируют древнегреческие религиозные обычаи.

## Наука и технологии
Естественные и технические науки получили развитие в Греции после обретения независимости, хотя и до этого времени были опубликованы отдельные труды по медицине, в частности «О диете» (греч. Διαιτητική) Константиноса Михаила, 1794, «История врачебного искусства» (греч. Ιστορίας Ιατρικής) Сергио Иоанну, 1818; «Справочник по гигиене» (греч. Υγιεινατάριον) Спиридона Вландиса, 1820.
Основанный в 1837 году Афинский университет быстро стал научным центром страны. В 1887 году его кафедры естественных наук объединили в отдел, а впоследствии факультет естественных наук. Развитию наук также поспособствовала индустриализация, на путь которой Греция стала во второй половине XIX века. В конце века химик Анастасиос Христоманос, основатель специализированной лаборатории, исследовал греческие руды на целый ряд полезных ископаемых. Генеральный инспектор Лаврионских рудников, в будущем первый президент Афинской академии, Фокион Негрис опубликовал обширные сведения о геологическом строении, а физик и математик Константинос Мицопулос исследовал сейсмичность Греции. Исследованиями растительного и животного мира занимались биологи Теодорос Орфанидис, Теодор Генрих Герман фон Гелдрейх, Спиридон Милиаракис, Иоаннис Х. Политис. Основы медицины в Греции заложил Георгиос Склавунос, автор «Анатомии человека» (1906). В начале XX века рост темпов экономического развития способствовал подъёму технических наук, центром которых стал Афинский политехнический институт.
В 1837 году было основано Греческое археологическое общество для оживления археологической науки, создания условий надлежащего сохранения древностей. За полвека этому делу способствовали также иностранные археологические школы в Афинах, которые действуют и по сей день: Французская (1846), Немецкая (1874), Американская (1881), Британская (1886), Австрийская (1898). Среди собственно греческих археологов широко известны Константинос Куруньотис, Николаос Платон, Кириакос Питтакис, Валериос Стаис, Арис Пулианос и действующий руководитель реставрационных работ на Афинском акрополе Манолис Коррес.
На современном этапе ведущее научное учреждение в области физических наук — центр ядерных исследований «Демокрит», основанный в 1961 году в Ая-Параскеви. Он имеет атомный реактор, субкритичный реактор и генератор Ван де Граафа. Исследования по астрономии, физике атмосферы, сейсмологии и метеорологии осуществляет Афинская национальная обсерватория. Научными исследованиями по прикладной математике занимается профильное бюро и вычислительный центр Афинской академии наук. Важнейшие работы в области электроники, искусственного интеллекта, электрохимии, аэродинамики проводятся в Университете Аристотеля и Афинском техническом университете.
Иоаннис Аргирис — греческий математик и инженер, один из авторов метода конечных элементов и метода прямой жёсткости. Математик Константин Каратеодори работал в области действительного анализа, вариационного исчисления и теории мер в начале XX века, его учение помогло Альберту Эйнштейну в математической части его теории относительности. Биолог Фотис Кафатос — пионер в области молекулярного клонирования и геномики. Димитрис Нанопулос — известный физик-теоретик, сделал значительный вклад в отрасли физики элементарных частиц и физической космологии. Георгиос Папаниколау — пионер цитологии и ранней диагностики рака, изобретатель пап-теста. Греческий дизайнер автомобилей Алек Иссигонис создал конструкцию автомобиля «Mini», в то время как Михалис Дертузос был одним из пионеров Интернета. Широко известны в мире греческие информатики Христос Пападимитриу, Диомидис Спинеллис, Иосиф Сифакис, Михалис Яннакакис. Николас Негропонте основал медиа-лабораторию Массачусетского технологического института и программу One Laptop Per Child.

## Образование
Образование в Греции является обязательным для всех детей в возрасте от 6 до 15 лет. Оно включает начальное (греч. Δημοτικό Σχολείο) — 6 классов, и неполное среднее (греч. Γυμνάσιο) — гимназия, 3 класса, образование. Существуют дошкольные учреждения: ясли-сады (греч. Παιδικός σταθμός) для детей от 2,5 лет, работающие отдельно или в составе детских садов (греч. Νηπιαγωγείο).
Большинство детей начинают ходить в детский сад за два года до поступления в школу — с 4 до 6 лет. Следующий этап — начальная школа, обучение в которой продлится шесть лет.
Среднее образование также разделено на два этапа: базовое среднее (гимназия) и полное среднее (лицей или профессионально-техническое училище). Обучение на каждой из ступеней длится 3 года, на вечерней форме обучения в училище — 4 года. По окончании гимназии ученик получает аттестат, который позволяет ему продолжить обучение в лицее или профессиональном училище, где, помимо общего образования, ученики получают профессиональную подготовку. В конце каждого года сдаются экзамены: переводные в первые два года и выпускные в конце обучения. После успешной сдачи экзаменов выпускники получают аттестат о законченном среднем образовании, с которым они могут поступить в высшее учебное заведение: университет или техническое образовательное учреждение.
Система высшего образования в Греции делится на два сектора: университетский и технический. В настоящее время в Греции есть 24 университета и 16 технических образовательных учреждений (TEI), обучение в которых имеет более прикладной характер. Чтобы стать студентом греческого вуза, не нужно сдавать вступительные экзамены: конкурс проводится по среднему баллу в аттестате.

## Вооружённые силы
Вооружённые силы Греции — государственные структуры, объединённые вооружённые военные формирования и структурные организации, которые в соответствии с Конституцией Греции предназначены для защиты свободы, независимости и территориальной целостности государства и имеют в своём составе сухопутные войска, военно-морские силы и военно-воздушные силы Греческой Республики. Вооружённые силы Греции комплектуются на основании закона о всеобщей воинской обязанности, их численность составляет 177 600 человек.
Высший орган управления Вооружённых Сил — министерство обороны Греции, орган военного управления — Генеральный штаб Национальной обороны Греции (греч. Γενικό Επιτελείο Εθνικής Άμυνας - ΓΕΕΘΑ). Греция — член НАТО и участвует в операциях в Афганистане, Боснии, Чаде и Косове и Метохии.
Во время ведения войны за независимость против Османской империи в 1821 году были созданы греческие сухопутные силы и флот. В сентябре 1912 года были сформированы военно-воздушные силы как третий вид вооружённых сил. В первой Балканской войне греческая армия воевала вместе с союзниками Болгарии, Сербии, Черногории против Турции. Во второй Балканской войне греческая армия воевала с другими балканскими странами против Болгарии. Во время Первой мировой войны вооружённые силы Греции принимали участие на стороне союзников. Малоазийский поход 1919—1922 года закончилась поражением, обернулась потерей территорий и «Малоазийской катастрофой».
Во время Второй мировой войны Греция под руководством диктатора Иоанниса Метаксаса отклонила итальянский ультиматум о сдаче 28 октября 1940 года и смогла дать отпор итальянским войскам и перенесла военные действия на албанскую территорию. Вооружённые силы Греции были побеждены только с помощью военного вмешательства немецкого вермахта и болгарских вооружённых сил в апреле и мае 1941 года.
Греческие вооружённые силы участвовали в Корейской войне 1950-х гг. В апреле 1967 году в результате мятежа военный режим во главе с Георгиосом Пападопулосом захватил власть в Греции. Кипрский конфликт и последующее вторжение турецких войск на Кипр в 1974 году привели к падению военной диктатуры и возвращению к демократии усилиями премьер-министра Константиноса Караманлиса.
Греция тратит наибольший процент валового внутреннего продукта (4,3 % ВВП) на оборону среди государств-членов НАТО. Основная причина затрат заключается в восприятии угрозы со стороны Турции.

## Культура
Культура Греции складывалась на протяжении многих тысяч лет, начиная со времён Минойской цивилизации, формирование шло во время Классической Греции и Греции времён римского господства. Османское господство также оказало влияние на культуру греков. Тем не менее даже во время Греческой революции создавались великие произведения литературы, музыки, живописи. Огромное влияние на всю культуру современной Греции оказало православное христианство. Некоторые исследователи, например, Роберт Каган, считают, что современная культура Греции гораздо больше связана с культурным наследием Византийской и Османской империй, нежели с культурой древней Эллады.
В то же время, как отмечает историк Хаверфордского колледжа А. Китрофф: «Мысль о том, что современные греки происходят непосредственно от древних греков, является одним из основополагающих моментов самосознания современной греческой нации».
В Греции 18 мест всемирного наследия ЮНЕСКО.
- Список объектов всемирного наследия ЮНЕСКО в Греции

### Философия
Западная философская традиция зародилась в Древней Греции ещё в VI веке до н. э. Первых древнегреческих философов принято называть «досократиками», большинство их работ не сохранились даже фрагментарно. Среди досократиков отдельное место занимают семь античных мудрецов. Один из них — Фалес Милетский, со времён Аристотеля считается первым философом Греции, который принадлежал к так называемой милетской школе. За ней следовала элейская школа, которая занималась философией бытия.
Классический период греческой философии традиционно ассоциируется с Сократом, Платоном и Аристотелем. В эту эпоху Древние Афины становятся центром греческой философии. Сократ первым задумывается над человеческой личностью, Платон основал Академию и создал философию как логико-этическую систему, а Аристотель — науку философию как учение о реально существующем мире. Среди других выдающихся философских школ, что позже возникали в Греции, следует отметить: стоицизм, эпикурейство, скептицизм и неоплатонизм.
Выдающиеся представители греческого Возрождения (XV—XVIII века) — клирик Теофилос Коридаллеус, Николай Маврокордат, Викентиос Дамодос, Мефодиос Антракитис. Для новогреческого Просвещения характерно возвращение к древнегреческому наследию, его деятели — Евгений Булгарис, Иосипос Мисиодакас, Вениамин Лесбосский, революционер Ригас Фереос. В первые годы независимости от Османской империи распространение получила религиозная философия (Филиппос Иоанну, Петрос Браилас-Арменис) и гегельянство.
В начале XX века главным мотивом философских трудов становится попытка обосновать Великую идею (Яннис Камбисис, Иоаннис Зервос, Ион Драгумис), политическим проводником которой выступал Элефтериос Венизелос, а в философии распространяются идеи позитивизма (Теофилос Вореас и Панайотис Айософитис). В послевоенное время влиятельными философскими направлениями стали неокантианство (Иоаннис Теодоракопулос, Панайотис Канеллопулос, Константинос Цацос), феноменология (Константинос Георгулис и Леандрос Вранусис), а также иррационализм, интуитивизм. Экзистенциализм представлен Йоргосом Сарандарисом, Димитриосом Капетанакисом, Христосом Яннарасом.

### Архитектура
В условиях демократии Древней Греции впервые создаётся целостная среда городов-государств — полисов. Развивается система регулярного планирования города с прямоугольной сеткой улиц и главной площадью — агорой — центром торговли и общественной жизни. Разработан тип жилого дома с помещениями, обращёнными к внутреннему пространственному ядру — перистиль.
Культовым и архитектурно-композиционным центром древнегреческого города был акрополь с храмом, посвящённым божеству — покровителю города. Классически завершённым типом храма стал периптер. Самым ярким его примером считается главный храм Афинского акрополя — Парфенон. На основе эстетического осмысления устойчиво-балочной конструкции в Древней Греции создаётся ордерная система архитектурной композиции, в которой гармонично сочетаются высокая художественность архитектурных форм с совершенством конструкции и материала. Стремительное развитие общественной жизни древнегреческого полиса породило такие типы сооружений, как театр, стадион, палестра и так далее. Так, в Древних Афинах появились Театр Диониса, а позже Одеон Герода Аттического, уникальный мраморный стадион Панатинаикос.
В эпоху средневековья в Греции развивалась главным образом монастырская архитектура, греческие города пришли упадок. Народное жильё строилось различных типов, в зависимости от формы рельефа. Полноценно архитектура начинает развиваться с 1830-х годов, когда столицей стали Афины. Их план застройки создали греческие архитекторы Стаматиос Клеантис и Лисандрос Кавтанзоглу. Одновременно были приглашены архитекторы Теофил фон Хансен и Эрнст Зиллер, которые сооружают общественные здания, способствуя расцвету архитектурного Неогреческого стиля. Церковная архитектура XIX века тяготела к византийской.
Начиная с 1920-х годов портовые города — Афины, Пирей, Салоники — начинают быстро расти, в настоящее время формируется тип многоквартирного дома с многочисленными балконами и террасами, предложенный Костасом Кицикисом, характерный для Греции. В дальнейшем греческая архитектура воспринимает влияние функционализма и неоклассицизма. В период 1950—1960-е годы-х годов вокруг Афин выросли парковые пригороды с районами, застроенными виллами и особняками богатых греков с элементами народной архитектуры (архитектор Димитрис Пикионис). Значительно меньше строилось дешёвых многоквартирных домов (архитектор Арис Константинидис), однако росла потребность в возведении новых отелей и музейных помещений (архитекторы Хараламбос Сфаеллос, Прокопиос Василиадис). Промышленное и офисное строительство развивал Такис Зенетос.

### Музыка
Фольклорная музыка Греции во многом схожа с музыкой других балканских стран — Болгарии, Сербии, Северной Македонии, Албании. В них прослеживаются схожие ритмы и эмоциональная окраска песен.
Ребетика — греческая городская песня. Сформировалась в начале XX века, когда после малоазиатской катастрофы в Грецию хлынуло множество обездоленных беженцев и музыка Ионии, то есть запада Малой Азии, слилась с трактирной музыкой припортового греческого люмпен-пролетариата. Стиль ребетика подвергался гонениям со стороны греческих властей, так что эта музыка вышла из «подполья» лишь в 1950-е годы при поддержке таких композиторов, как Манос Хадзидакис и Теодоракис, поддержавших ребетику как музыкальное течение, несущее элементы древней византийской музыки.
Одним из самых известных в мире греческих певцов является Демис Руссос, начавший сольную карьеру в 1971 году.
Современная популярная музыка испытывает большое влияние Запада. Но и в ней нередко прослеживаются традиционные для Греции мелодии и использование национальных инструментов, таких как бузуки.
В 2005 году греческая певица Елена Папаризу с песней «Number One» выиграла конкурс Евровидение — впервые для Греции.
Современная Греция подарила миру немало композиторов, близких к направлению New Age. Среди них всемирно известные Вангелис и Янни и менее известные Крис Сфирис и Стаматис Спанудакис.
Среди молодёжи весьма популярен рок, блэк-метал сцена Греции одна из сильнейших в мире наряду со скандинавскими странами. Rotting Christ — греческая дарк/блэк/готик-метал-группа, созданная в Афинах в 1987 году, известна далеко за пределами страны. Вторая культовая рок-группа из Греции — оккультная блэк метал группа Necromantia. Третьей по значимости рок-группой из Греции стоит считать дум/дэт-команду Septic Flesh.
Оперная певица Мария Каллас, современница и долгое время возлюбленная Аристотеля Онассиса, по праву считается феноменом в музыкальном мире. Из современных оперных певцов Греции выделяется Мариос Франгулис.
Одна из лучших современных мировых гитаристок — Антигони Гони.
По праву признанным и успешным исполнителем можно назвать Сакиса Руваса. Успех на ЕвроВидении 2004 года в Стамбуле с композицией «Shake It» принёс Греции третье место.
Сравнительно молодой танец «Сиртаки» в современном мире выступает как один из символов Греции.

## Спорт
Греция как родина олимпийских соревнований имеет древнейшие спортивные традиции в мире. Она трижды за новую историю принимала Олимпийские игры современности: первую Олимпиаду 1896 года, первые Внеочередные Олимпийские игры 1906 и в 2004 году очередные Летние Олимпийские игры в Афинах. Национальный олимпийский комитет Греции был создан в 1894 году и признан Международным олимпийским комитетом (МОК) в 1895 году. Первым Президентом МОК стал греческий предприниматель, поэт Деметриос Викелас.
Самыми популярными видами спорта в Греции являются футбол и баскетбол. Баскетбол приобрёл популярность в Греции после получения клубом АЕК Кубка обладателей Кубков 1968 года. Вторую волну подъёма вызвали победы на Чемпионате Европы по баскетболу 1987 года и особенно 2005 года. Самые успешные баскетбольные клубы Греческого чемпионата — Панатинаикос (31 победа), Арис (10 побед), Олимпиакос (9 побед), АЕК (8 побед) и Панэллиниос (6 побед).
Подобным образом состоялся и подъём футбола после победы сборной Греции на Чемпионате Европы по футболу в 2004 году. Это событие было названо одним из самых больших неожиданностей в современной истории спорта. Самые успешные футбольные клубы Греческой суперлиги: Олимпиакос (43 побед), Панатинаикос (19 побед) и АЕК (13 побед).
В последние десятилетия в Греции также набрали популярность волейбол, водное поло, лёгкая атлетика. Национальные сборные достойно представляют Грецию на международных соревнованиях по тяжёлой атлетике, гимнастике, парусному спорту, гребле на байдарках и каноэ, прыжкам в воду, плаванию, академической гребле, борьбе, велоспорту, боксу, стрелковому спорту, теннису, стрельбе из лука, триатлону. Определённую известность имеют регби, крикет, гольф, хоккей, конный спорт. В 1952 году начато Ралли Греции, которое в 1973 году стало этапом Чемпионата мира по ралли и сейчас считается одним из самых сложных, старейших и самых престижных соревнований по ралли в мире. С 1972 года ежегодно происходит Афинский классический марафон.
В 1991 году столица Греции город Афины принимал XI Средиземноморские игры — главное спортивное событие стран Средиземноморья. 28 октября 2007 года в ходе голосования в итальянской Пескаре Греция вновь завоевала право принимать XVII Средиземноморские игры. Они должны были состояться в городах Волос и Лариса в 2013 году. Тем не менее организаторы не возвели вовремя спортивные объекты, и 28 января 2011 года Международный комитет Игр лишил Грецию права принимать Игры, зато 27 января 2011 года Ассоциация международных марафонов и пробегов подписала соглашение с Министерством культуры и туризма Греции, согласно которому ассоциация переносит свою штаб-квартиру в Афины.

## Средства массовой информации
Исследования 2009 года, опубликованные британской общественной телерадиокомпанией BBC, показали, что 78 % греков обращаются за новостями к телевидению, 41 % — к печатным СМИ, 35 % — к электронным изданиям и 32 % — к радио. По Индексу свободы прессы, опубликованному в 2009 году международной организацией «Репортёры без границ», Греция занимает 35 место среди 175 стран мира. Частью международных аналитиков греческие СМИ определяются как высокополитизированные, при этом менее политизированы, чем в конце 1980-х годов, а также признаётся взаимовлияние власти и прессы.

### Пресса
Крупнейшим, старейшим и наиболее авторитетным информационным агентством Греции считается Афинско-Македонское агентство новостей. Основные ежедневные газеты имеют чёткую политическую принадлежность: газеты «Катемерини» и «Акрополь» (тиражи — 35 500 и 50 800 экз., соответственно) — правоцентристские издания; «Элефтерос Типос» (тираж — 135 500 экз.) — издание, которое тяготеет к более консервативному правому крылу; газета «Авги» (тираж — 55 000 экз.) позиционируется как издание левого крыла, к изданиям левоцентристского направления принадлежат «Авриани», «Та Неа» и «Элефтеротипия» (тиражи — 51 000, 133 000 и 108 000 экз., соответственно); наконец газета «Ризоспастис» (тираж — 40 000 экз.) — официальный печатный орган Коммунистической партии Греции. В Афинах также выходит широкий круг журналов, среди них популярные: «Экономикос», «Эпендитис», «Прин», «Статус», а также «То Вима». 2 % греческих газет и журналов экспортируются на Кипр, в США, Германию и Великобританию. В Греции же наибольшим спросом пользуются немецко- и англоязычные издания.

### Телерадиовещание
Первый в Греции вещатель (YRE) возник в 1938 году, в том же году им была запущена первая в Греции радиостанция, в 1952 году радиовещание в Греции стало двухпрограммным, в 1954 году — трёхпрограммным, в 1966 году — были запущены первые два в Греции телеканала и четвёртая радиостанция, в 1987 году телевидение в Греции стало трёхпрограммным. В 1989 году была отмена монополия общественных вещателей на телерадиовещание, были созданы первые в Греции коммерческие вещатели и были запущены первые в Греции коммерческие радиостанции и телеканалы. В 1999 году была запущена первая в Греции спутниковая платформа NOVA, в 2006 году первая цифровая платформа ΕΡΤ Ψηφιακή, в 2008 году — IPTV-платформа Conn-x TV, в 2009 году — вторая цифровая платформа Digea, в 2011 году — вторая спутниковая платформа ОТЕ. 17 августа 2012 года прекратилось эфирное аналоговое телевещание. 12 февраля 2016 года было введено лицензирование коммерческих вещателей. В зависимости от формы финансирования телерадиовещание в Греции делится на общественное и коммерческое, а также существуют элементы государственного телерадиовещания в виде спутникового телеканала Βουλή — Τηλεόραση, радиостанций муниципалитетов (Athena 98,4 FM, Канали 1 и др.), а также радиостанциями учебных заведений (Ράδιο Χώρος 94,2, Yellow Radio и др.), и телерадиовещания общественных организаций в виде партийных (ΑΡΤ FM 90,6 (Народный православный призыв), Στο Κόκκινο 105,5 (СИРИЗА), 904 Αριστερά (КПГ)) и церковных радиостанций (Εκκλησία της Ελλάδος, Πειραϊκή Εκκλησία и др.).

#### Телевидение
Телевидение Греции в зависимости от формы распространения сигнала делится на эфирное, спутниковое и IPTV. Греческое общественное телевидение представлено вещателем ERT, вещающим на 1-м (ERT1), 2-м (ERT2) и 3-м (ERT3) телеканалах. Коммерческое телерадиовещание представлено вещателями Mega TV (4-й телеканал и радиостанция), ANT1 (4-й телеканал, радиостанции Easy 97,2 и Ρυθμός 94,9), Alpha TV (6-й телеканал, радиостанции Alpha 98,9 и Alpha 96,5) и Skai TV (8-й телеканал, радиостанции Skai 100,3, Μelodia 99,2, Red FM 96,3), Star Channel (7-й телеканал, радиостанция Star FM 107,7), Epsilon TV (9-й телеканал), а также областными коммерческими вещателями (до 15 на область), вещают на основе временных разрешений. В Греции существует два оператора цифрового телевидения — Digea, принадлежащий в складчину коммерческим вещателям и ΕΡΤnet, принадлежащий общественному вещателю ERT. Основной оператор IPTV — OTE (также является основным оператором фиксированной и мобильной телефонии и интернета), имеющим IPTV-платформу OTE TV, операторы спутникового телевидения OTE и NOVA, последний имеет спутниковую платформу NOVA Greece.

#### Радиовещание
Радиовещание в Греции в зависимости от формы распространения существует только в виде эфирного радиовещания, общественные радиостанции также входят в общие мультиплексы с эфирными, спутниковыми и IPTV-версиями общественных телеканалов, кроме того существуют Интернет-радиостанции. Эфирное радиовещание в Греции ведётся в аналоговом формате в диапазоне ультракоротких волн, версии УКВ CCIR, некоторые общественные радиостанции также доступны в диапазоне средних волн. Общественное радиовещание представлено вещателем ЕРТ, вещающим через радиостанции Πρώτο Πρόγραμμα, Δεύτερο Πρόγραμμα, Τρίτο Πρόγραμμα, ΕΡΑ Σπορ, ERT Περιφέρεια и Kosmos 93,6, коммерческое радиовещание представлено общенациональными радиостанциями: 261 Athens, Εν Λευκώ, Παραπολιτικά 90,1 FM, Best Radio, Kiss FM 92,9, ΣΠΟΡ FM 94,6, Ρυθμός 94,9, Athens DeeJay, Flash 96, Easy 97,2, Love Radio 97,5, REAL FM 97,8, Αθήνα 9,84 (муниципальная радиостанция Афин), Μελωδία 99,2, Βήμα FM 99,5, ΣΚΑΪ 100,3, Sfera 102,2, Nitro Radio, MAD Radio 106,2, кроме того в регионах могут существовать от одного до нескольких десятков региональных коммерческих радиостанций.